# Thiệu công Thích
Thiệu công Thích (chữ Hán: 召公奭; ? – 997 TCN) hay Thiệu Khang công (召康公), tên thật là Cơ Thích, là quan phụ chính đầu thời nhà Chu và là vua đầu tiên nước Thiệu – chư hầu nhà Chu trong lịch sử Trung Quốc.

## Thời nhà Thương
Thiệu công Thích vốn họ Cơ, là người cùng họ với Chu Văn vương Cơ Xương. Ông từng giúp Cơ Xương xây dựng cơ nghiệp bộ tộc Chu hùng mạnh dưới thời nhà Thương.
Cơ Thích vốn được phong từ thời nhà Thương, tại đất cũ của nhà Chu ở Thiệu Ấp, nên được gọi là Thiệu công. Ngay từ thời nhà Thương, tại đất Thiệu do ông cai trị, nền chính trị sáng suốt, rất được lòng dân. Thiệu công Thích chú tâm tìm hiểu đời sống nhân dân, thường đi xuống vùng dân gian ở để biết thực tế.
Có lần ông đi ra ngoài, có người dân đến kiện cáo. Ông bèn ngồi dưới gốc cây lê xử kiện. Sau khi ông đi khỏi, nhân dân nhớ tới ơn ông, bèn cùng nhau bảo vệ cây lê không cho ai chặt và làm thơ ca ngợi.

## Thời nhà Chu
Khi con Cơ Xương là Cơ Phát nối nghiệp, Cơ Thích tham gia giúp Cơ Phát đánh đổ vua Trụ nhà Thương, dựng lên cơ nghiệp nhà Chu.
Cơ Phát lên làm vua, tức là Chu Vũ Vương. Chu Vũ vương đổi phong Cơ Thích đến nước Yên ở phía đông bắc. Ông vẫn tiếp tục ở lại phụ chính vua Chu.
Vài năm sau khi lên ngôi, Chu Vũ vương Cơ Phát mất, Cơ Thích tiếp tục giúp Chu Thành vương Cơ Tụng, được dùng vào chức Thái phó. Đúng lúc vua nhỏ vừa lên ngôi, 3 người em Chu Vũ vương là Quản thúc Tiên, Hoắc thúc Xử và Thái thúc Độ đồng mưu với con vua Trụ cũ là Vũ Canh khởi binh chống nhà Chu.
Vì bận việc giúp vua nhỏ dẹp loạn, ông ở lại với Chu Thành vương và sai con trưởng là Cơ Khắc đến cai quản đất thụ phong, đóng đô ở đất Kế. Nước Yên trở thành bình phong phía đông bắc của nhà Chu.
Thiệu công Thích cùng với Chu công Đán giúp Chu Thành vương dẹp loạn Vũ Canh. Sau 3 năm, ông và Chu công Đán dẹp được loạn.
Sau khi thiên hạ yên ổn, Chu Công Đán giao cho ông phụ trách việc xây dựng Đông đô ở Lạc Ấp mà Chu Vũ vương đã có kế hoạch khi còn sống. Thiệu công Thích đến Lạc Tân khảo sát trước, xác định vị trí xây thành rồi huy động nhân công xây thành. Sau khoảng 1 năm thì ông xây thành xong, thành có chu vi dài 1720 trượng. Thành này được gọi là "Thành Chu" (成周), nghĩa là thực hiện đạo của nhà Chu. Kiểu Kinh của Chu Thành vương được gọi là "Tông Chu", là đất căn bản.
Trước khi mất, Chu Thành vương đã ủy thác ông cùng Tất công Cao giúp thái tử Cơ Chiêu.
Cơ Chiêu lên nối ngôi, tức là Chu Khang vương. Thiệu công Thích cùng Tất công Cao hết sức phò tá Khang vương, khuyên Khang vương phải tiết kiệm, không nên xa hoa trụy lạc, giữ chữ tín với nhân dân để duy trì cơ nghiệp mà tổ tiên đã vất vả gây dựng. Khang vương làm theo, thiên hạ được thái bình thịnh trị, người dân không phạm pháp, trong nước không phải dùng tới hình phạt.
Để đề cao công ơn của Tất công và Thiệu công, Chu Khang vương đã làm bài Tất mệnh.
Theo Sử ký Tư Mã Thiên, Cơ Thích mất vào năm thứ 24 đời Chu Khang vương, tức là khoảng năm 1055 TCN hoặc 997 TCN. Ông làm vua tất cả 78 năm, được truy tôn là Thiệu Khang công. Ông đã tham gia giúp 3 đời vua nhà Chu từ Vũ Vương tới Khang Vương.

## Dòng họ
Thiệu công Thích vốn được phong ở ấp Thiệu; vì có công diệt nhà Thương nên được Chu Vũ vương phong cho nước Yên. Con ông là Cơ Khắc cai trị ở đất mới là nước Yên (tức là Yên hầu Khắc), còn chi thứ của Thiệu công Thích vẫn cai trị nước Thiệu cũ. Thiệu Mục công – người cùng Chu Định công thiết lập chính thể Cộng Hòa trong 14 năm (841 TCN-828 TCN) là dòng dõi của Thiệu Khang công.
Lạc Ấp do ông xây dựng từ thế kỷ 11 TCN sau này trở thành kinh đô nhà Đông Chu (hơn 500 năm); sau đó với tên gọi Lạc Dương, nơi đây được 5 triều đại chọn làm kinh đô: Đông Hán (25-190), Tào Ngụy và Tây Tấn (220-313), Bắc Ngụy (493-534), Hậu Đường (923-936).